# Luksfer

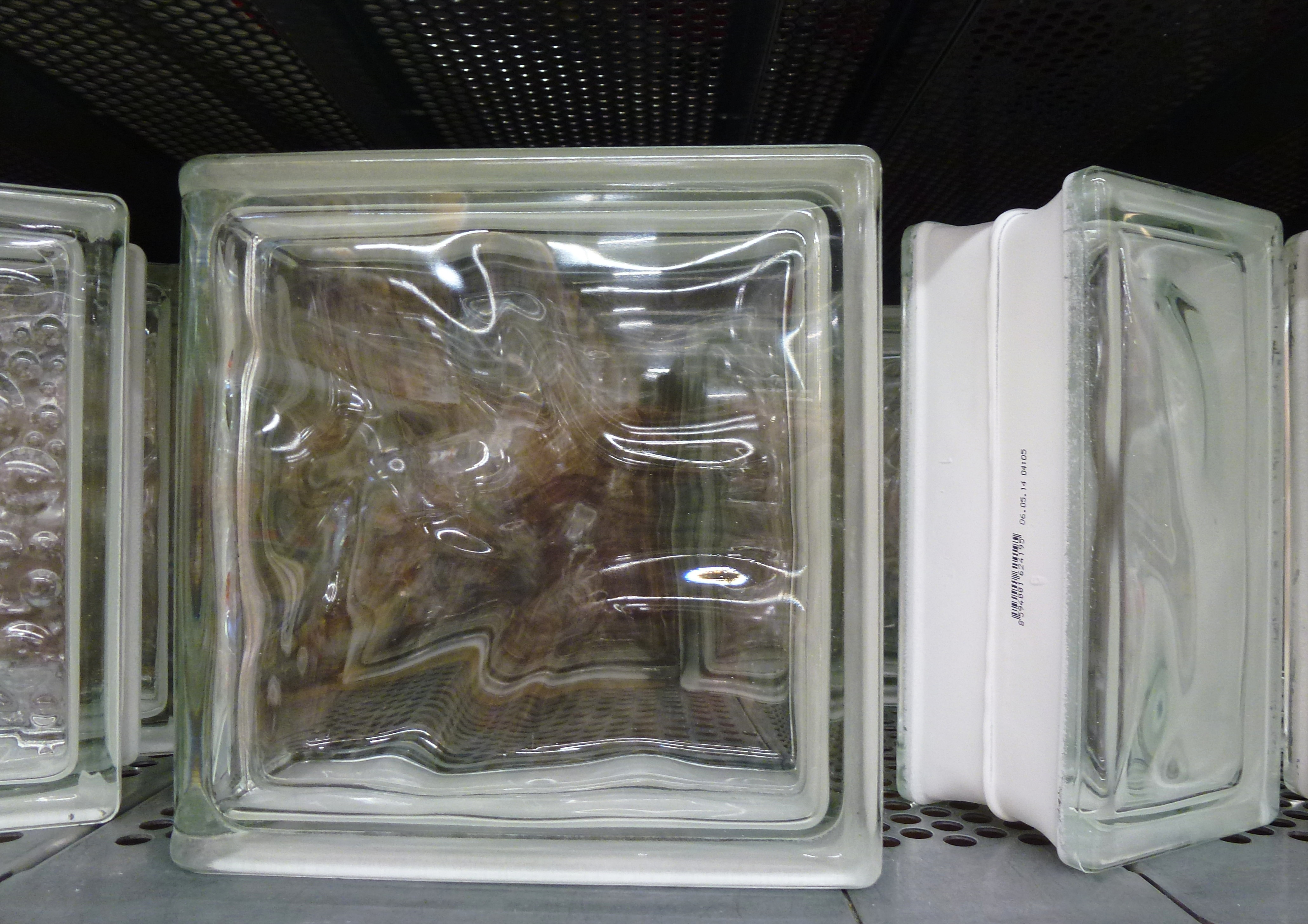
Luksfery

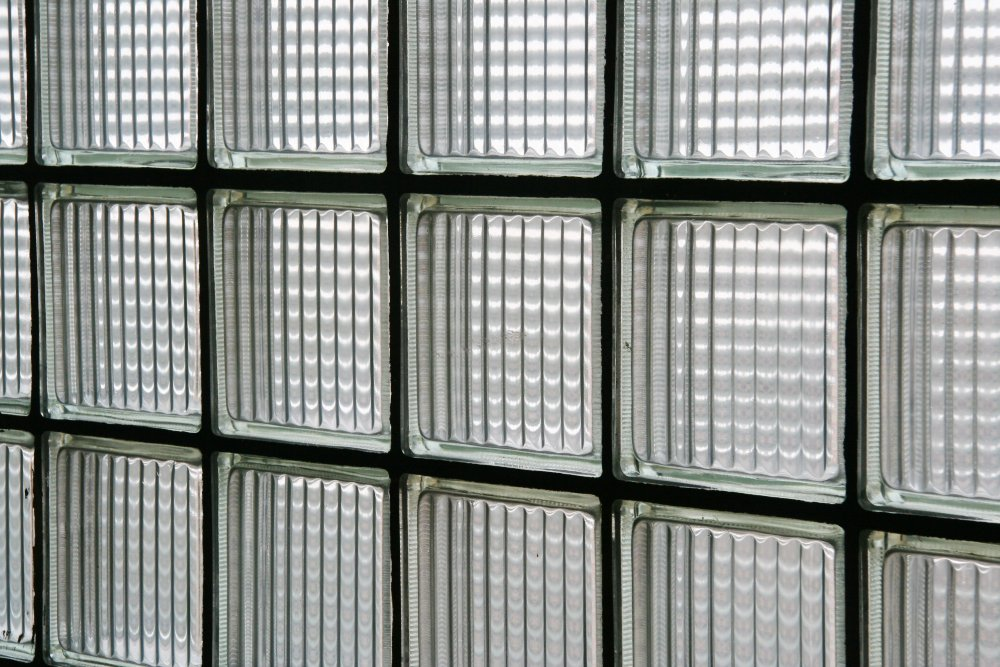
Zabudowa z luksferów karbowanych

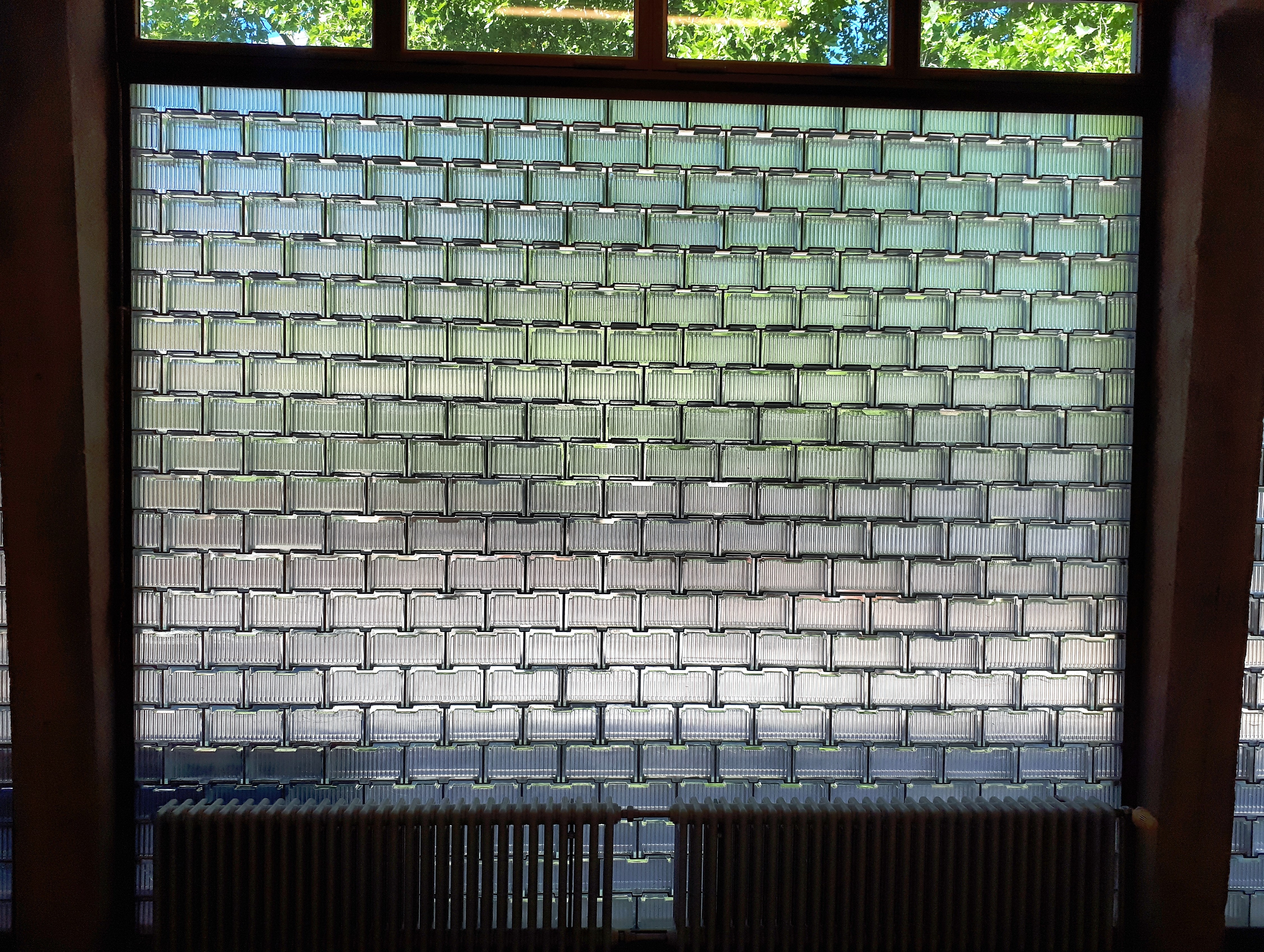
Luksfery prostokątne

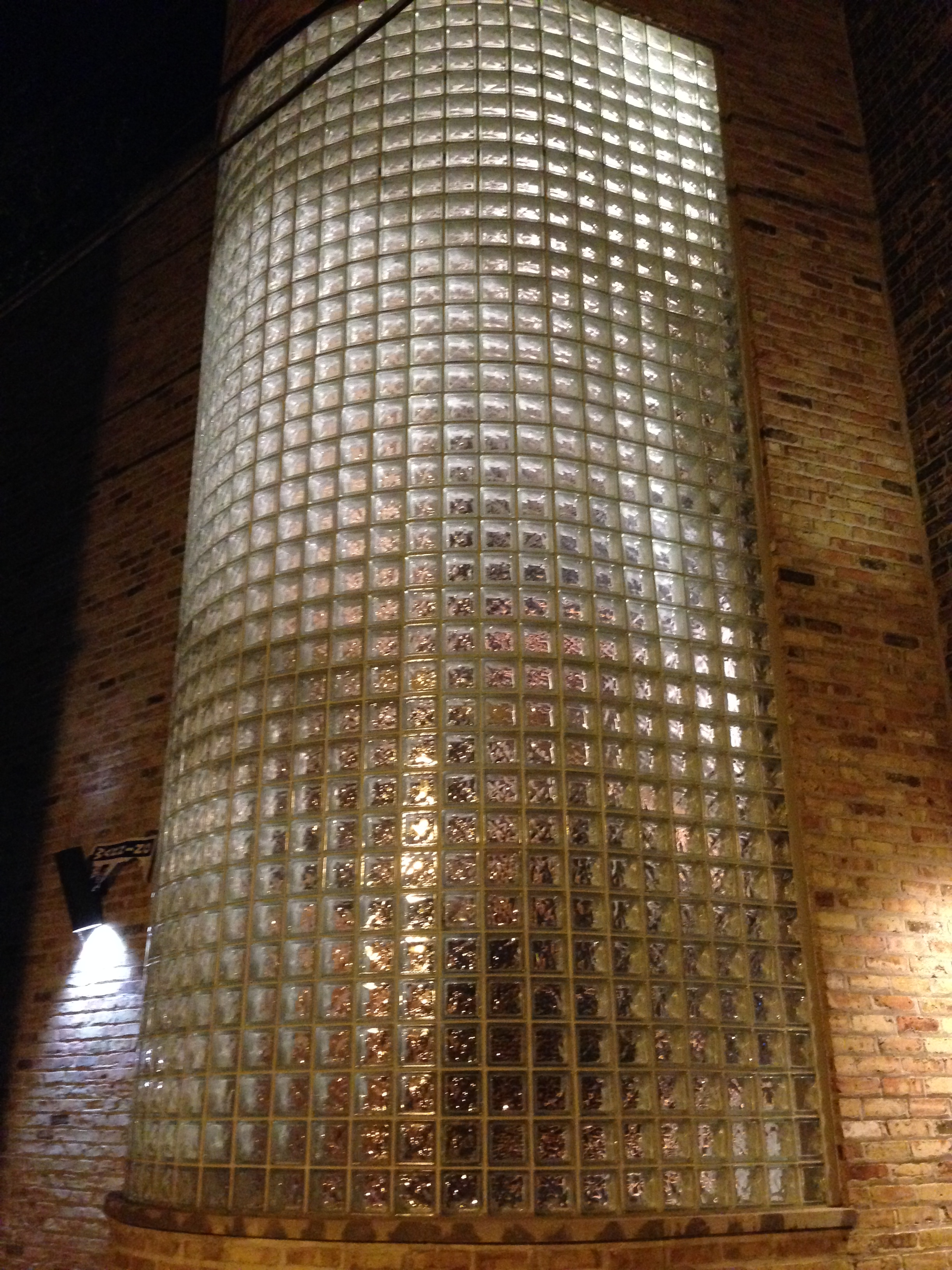
Fragment ściany zewnętrznej wykonany z luksferów

Luksfer – materiał budowlany wykonany ze szkła, służący do wykonywania lub wypełniania konstrukcji ściennych lub stropowych. Może być wytworzony ze szkła przezroczystego lub barwionego, o powierzchni gładkiej lub wzorzystej. Ma znaczną przepuszczalność światła, sięgającą od 50% do 80%.
Może być wykonany metodą prasowania lub przez termiczne spawanie dwóch wyprasek, połączonych w ten sposób, że we wnętrzu pozostaje pusta przestrzeń. Tak wykonane luksfery noszą nazwę pustaków szklanych.
Luksfery muruje się, podobnie jak cegły, bloczki czy pustaki, zaprawą murarską. Grubość spoiny wynosi zwykle 6–10 mm. Zaleca się murowanie ścianek z kształtek szklanych w sztywnej ramie (np. z ceowników stalowych) z zachowaniem szczeliny ok. 20 mm pomiędzy ramą a kształtkami. Szczelinę należy wypełnić materiałem ściśliwym (np. wełną mineralną), umożliwiając „pracę” elementu (szkło i metal mają różną rozszerzalność termiczną). 
Luksfery mają zazwyczaj kształt prostopadłościanu o kwadratowej lub prostokątnej powierzchni czołowej, a ich wymiary są znormalizowane: 19×19, 24×24, 24×11,5 lub 19×9 cm przy grubości 8 lub 10 cm; są jednak możliwe również inne kształty. Niektóre typy luksferów noszą nazwy wynikające z kształtu powierzchni czołowej, np. kwadralit dla kwadratu lub rotalit dla koła.

## Zastosowanie
- elementy budynków[1][4][5], np. ściany (zewnętrzne lub wewnętrzne) lub ich fragmenty, schody itp.
- chodniki doświetlające pomieszczenia podziemne[6]